# 2005년 KIA 타이거즈 시즌
2005년 KIA 타이거즈 시즌은 KIA 타이거즈가 KBO 리그에 참가한 5번째 시즌으로, 해태 타이거즈 시절까지 합하면 24번째 시즌이다. 유남호 감독이 정식 부임하였으나 성적 부진으로 중도 경질되었고, 서정환 감독 대행이 남은 시즌을 맡았으며 LG 트윈스가 이광환 전 감독을 2군 감독으로 보내서 계약 기간을 채워주려 한 선례를 본따 KIA 타이거즈가 유남호 전 감독을  2군 감독으로 임명시키려 했지만  스스로 고사하면서 팀을 떠났다. 팀은 부상선수 속출, 리더 부재, 프로의식과 근성 부족 등 여러 가지 이유 탓인지  타이거즈 역대 최저 승률(0.392)과 창단 첫 정규시즌 최하위를 기록했다.
한편, 쓸만한 좌완투수의 보강을 위해 5월 말 블랭크를 영입했는데 데뷔 뒤 4연승을 거두는 등 잘 나갔지만 7월 이후 4이닝을 못 넘기는 이닝이 속출한 데다 코칭스태프가 7월 들어 블랭크를 두 차례나 구원등판시키는 원칙 없는 투수운용으로 비난을 받았고 이로 인해 블랭크는 20경기 93이닝 47실점 44자책점 4승 4패 ERA 4.26에 그쳐 시즌 후 한국을 떠나야 했다.

## 타이틀
- 야구 월드컵 은메달: 최훈락
- 올드스타전 MVP: 선동열
- 올드스타 스피드킹: 선동열 (138km/h)
- KBO 올드스타: 김응용 (감독), 유남호 (선발투수), 서정환 (2루수), 한대화 (3루수), 이순철 (중견수)
- KBA 올드스타: 김성한 (1루수), 김준환 (우익수)
- KBS 스페셜 백년드림팀: 선동열 (투수), 한대화 (3루수), 이순철 (외야수)
- 올스타 선발: 김종국 (2루수), 홍세완 (유격수), 이종범 (외야수), 마해영 (지명타자)
- 올스타전 추천선수: 김진우
- 포지션별 최고연봉 드림팀: 장성호 (1루수), 이종범 (외야수 2위), 마해영 (지명타자)
- 컴투스프로야구 2000년대 KIA 타이거즈 라인업: 전병두 (중계투수)
- 고의4구: 장성호 (10)
- 완투: 김진우 (6)
- 타석 당 피투구수: 장성호 (4.23)

### 퓨처스리그
- 출장(타자): 백정훈 (75)
- 3루타: 김원섭 (5)
- 남부리그 도루: 김원섭 (25)
- 남부리그 다승: 김주철 (9)

## 선수단
- 선발투수 : 김진우, 블랭크, 그레이싱어, 강철민, 최향남, 리오스, 존슨
- 구원투수 : 윤석민, 전병두, 차정민, 이강철, 이상화, 정원, 방동민, 이경원, 오철민, 최상덕, 조규제, 조태수, 김주철, 윤형진, 박근홍, 이범석, 이동현, 김건한
- 마무리투수 : 신용운
- 포수 : 김상훈, 송산, 차일목, 김성호
- 1루수 : 장성호
- 2루수 : 손지환, 김민철, 김주호, 이영수
- 유격수 : 홍세완, 김종국, 서동욱
- 3루수 : 홍현우, 김주형
- 좌익수 : 김경언, 신동주, 김경진, 최훈락, 김원섭
- 중견수 : 이종범
- 우익수 : 이용규, 심재학, 임성민
- 지명타자 : 마해영, 이재주, 백정훈, 주창훈, 장일현

## 여담
- 5월 5일에 존슨을 웨이버 공시했다. 이는 구단 사상 첫 웨이버 공시였다.
- 홈구장인 무등 야구장의 중앙 펜스를 113m에서 119m로 확장했다.
- 무등 야구장이 2군 구장으로 사용된 마지막 시즌이다.
- 이 시즌을 끝으로 은퇴한 이강철은 통산 189개의 사구, 56개의 고의4구를 허용하여 KBO 리그 통산 1000이닝 투수 중 최다 기록을 보유하고 있다. 또한 KBO 골든글러브를 수상하지 못한 투수 중 가장 높은 통산 WAR 보유자가 되었다.
- 이강철은 KBO 리그 사상 월요일 경기 통산 최다 희생플라이 허용(6) 기록을 세웠다.
- 오철민은 이 시즌 현대 유니콘스 상대 0이닝 4실점에 그쳐 KBO 리그 역대 단일 시즌 현대 유니콘스 상대 최고 평균자책점 기록을 세웠다.
- 홍현우는 이 시즌을 끝으로 은퇴하여 KBO 리그 사상 월요일 경기 통산 최다 타점(53)을 기록한 선수가 되었다.